# Chimarra beylaensis
Chimarra beylaensis is een schietmot uit de familie Philopotamidae. De soort komt voor in het Afrotropisch gebied.